# 국술원

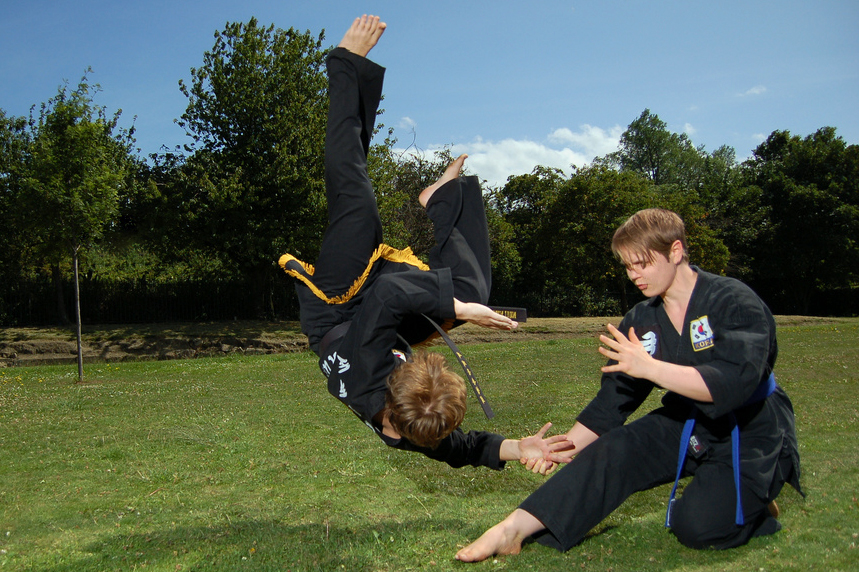
국술원 기술을 연마하는 학생들.

국술원(國術院)은 무술이 수련되는 장소를 의미한다. 
- 국(國, 나라국, 나라 또는 국가를 의미할 수 있음)
- 술(術, 재주술, 기술, 예술, 방법, 기술을 의미할 수 있음)
- 원(院, 집원, 대학이나 기관과 같은 일이 일어나는 장소를 의미)

"국술원"은 한국 무술이나 호신술이 수련되는 장소의 통칭으로 간주 되며"국술원"을 고유명사로 해석하지 않는다. 고유명사는 특정 사람, 장소 또는 사물에 대한 특정(즉, 일반적인 이름이 아닌) 이름이기 때문이다. 국술원은 국가 무술의 기관이나 장소를 의미하는 일반적인 용어이다.

## 같이 보기
- 태권도
- 국선도
- 혈기도
- 단월드
- 택견
- 십팔기도
- 한무도
- 수박도
- 한풀
- 한검도